# Claudio Santis
Claudio Patricio Santis Torrejón (* 16. Oktober 1992 in Cartagena) ist ein chilenischer Fußballspieler. Der Torwart wurde mit Universidad Católica chilenischer Meister und Pokalsieger.

## Karriere

### Verein
Claudio Santis gelang der Sprung aus der Jugend in das Profiteam von Universidad Católica. Mit UC gewann Santis die Meisterschaft 2010 und die Copa Chile 2011, allerdings absolvierte er kein Ligaspiel für die Cruzados. 2013 wurde er erst an Deportes Puerto Montt, danach an San Antonio Unido verliehen. Den Sprung zum Stammtorwart schaffte er bei Universidad Católica nicht und wechselte 2015 zu Deportes La Serena. Nach weiteren Stationen in Chile und einem kurzen Aufenthalt bei einem US-amerikanischen Regionalklub, bei denen er sich nie langfristig durchsetzen konnte, wechselte er nach Bolivien zu Atlético Palmaflor. In Chile hatte Santis oft mit Gewichtsproblemen zu kämpfen.
Nach einem Jahr kehrte Santis nach Chile zu Deportes Melipilla zurück, konnte sich dort aber nicht durchsetzen und ging nach Guatemala zum CSD Sacachispas, bei dem der Vertrag nach einem Jahr nicht verlängert wurde. Seit Anfang 2023 spielt Santis für Trasandino in der Segunda División.

### Nationalmannschaft
Claudio Santis spielte in den Jugendnationalmannschaften der U-15-Junioren und U-20-Männer. 2007 nahm er mit der U-15 an der Südamerikameisterschaft in Brasilien teil. La Roja kam in die Finalrunde und wurde Vierter. Bei der U-20-Südamerikameisterschaft 2011 in Peru kam Chile auf den fünften Platz.
Im September 2010 wurde Santis für das Freundschaftsspiel gegen die Ukraine in die A-Nationalmannschaft berufen, kam aber nicht zum Einsatz.

## Erfolge
Universidad Católica
- Chilenischer Meister: 2010
- Chilenischer Pokalsieger: 2011